# Stanisław Zienkiewicz
Stanisław Zienkiewicz (ur. 1947) – polski koszykarz występujący na pozycjach silnego skrzydłowego lub środkowego, reprezentant kraju.

## Osiągnięcia

### Drużynowe
- Awans do najwyższej kasy rozgrywkowej ze Spójnią Gdańsk (1969, 1973)

### Reprezentacja
- Uczestnik europejskich kwalifikacji olimpijskich (1972 – 7. miejsce)[1][2]